# Andris Ārgalis
Andris Ārgalis, född 18 augusti 1944, är en lettländsk politiker. Han var Rigas borgmästare från 2000 till 2001, och riksdagsledamot 2002–2005.
Andris Ārgalis tog examen vid Lettiska lantbruksakademin år 1969. År 1997 valdes han in i Rigas stadsråd för nationalistpartiet Fosterland och frihet/LNNK. När han år 2000 utsågs till borgmästare var han landets tredje mest populära politiker.
År 2002 lämnade han kommunalpolitiken, när han blev han invald i riksdagen, Saeiman. Han avsade sig sin riksdagsplats 2005 och återvaldes till stadsrådet i Riga, där han bland annat fick ansvar för hamnfrågor. 

## Publikationer
Ārgalis, Andris; Adolfsson Ilze (2001). Riga är en underbar stad. Riga: Nacionālais apgāds. Libris 8059616. ISBN 9984-26-004-6